# More Blues and the Abstract Truth
More Blues and the Abstract Truth è un album di Oliver Nelson, pubblicato dalla Impulse! Records nel 1964. Il disco fu registrato al Rudy Van Gelder Studio di Englewood Cliffs, New Jersey (Stati Uniti) nelle date indicate nella lista tracce.

## Tracce
Lato A
1. Blues and the Abstract Truth – 5:12 (Oliver Nelson) – Registrato l'11 novembre 1964
2. Blues O'Mighty – 6:45 (Johnny Hodges) – Registrato l'11 novembre 1964
3. Theme from Mr. Broadway – 5:45 (Dave Brubeck) – Registrato l'11 novembre 1964
4. Midnight Blue – 4:04 (Neal Hefti) – Registrato il 10 novembre 1964

Lato B
1. The Critic's Choice – 2:19 (Oliver Nelson) – Registrato l'11 novembre 1964
2. One for Bob – 5:05 (Oliver Nelson) – Registrato il 10 novembre 1964
3. Blues for Mr. Broadway – 8:10 (Dave Brubeck) – Registrato il 10 novembre 1964
4. Goin' to Chicago Blues – 4:35 (Count Basie, Jimmy Rushing) – Registrato il 10 novembre 1964

CD del 1997, pubblicato dalla Impulse! Records IMP 12122
1. Blues and the Abstract Truth – 5:11 (Oliver Nelson)
2. Blues O'Mighty – 6:45 (Johnny Hodges)
3. Theme from Mr. Broadway – 5:43 (Dave Brubeck)
4. Midnight Blue – 4:03 (Neal Hefti)
5. The Critic's Choice – 2:18 (Oliver Nelson)
6. One for Bob – 6:04 (Oliver Nelson)
7. Blues for Mr. Broadway – 8:09 (Dave Brubeck)
8. Goin' to Chicago Blues – 4:34 (Count Basie, Jimmy Rushing)
9. One for Phil – 3:54 (Oliver Nelson) – Bonus Track
10. Night Lights – 2:46 (Arnold Shaw) – Bonus Track

- Brano #9 registrato il 10 novembre 1964
- Brano #10 registrato l'11 novembre 1964

## Musicisti
Brani A1, A2, A3 e B1
- Oliver Nelson - arrangiamenti, conduttore musicale
- Phil Woods - sassofono alto
- Phil Bodner - sassofono tenore, corno inglese
- Pepper Adams - sassofono baritono
- Thad Jones - tromba
- Daniel Moore - tromba (tranne brani: A2 e A3)
- Roger Kellaway - pianoforte
- Richard Davis - contrabbasso
- Grady Tate - batteria

Brani A4, B2, B3 e B4
- Oliver Nelson - arrangiamenti, conduttore musicale
- Ben Webster - sassofono tenore
- Phil Woods - sassofono alto
- Pepper Adams - sassofono baritono (tranne brani: B2 e B4)
- Thad Jones - tromba
- Roger Kellaway - pianoforte
- Richard Davis - contrabbasso
- Grady Tate - batteria

Brano CD One for Phil
- Oliver Nelson - arrangiamenti, conduttore musicale
- Phil Woods - sassofono alto
- Phil Bodner - sassofono tenore, corno inglese
- Pepper Adams - sassofono baritono
- Thad Jones - tromba
- Roger Kellaway - pianoforte
- Richard Davis - contrabbasso
- Grady Tate - batteria

Brano CD Night Lights
- Oliver Nelson - arrangiamenti, conduttore musicale
- Phil Woods - sassofono alto
- Phil Bodner - sassofono tenore, corno inglese
- Pepper Adams - sassofono baritono
- Thad Jones - tromba
- Richard Davis - contrabbasso
- Grady Tate - batteria